# Диполь Надененка
Диполь Надененка — короткохвильова антена, винайдена Сергієм Надененком в 1933 році. Являє собою симетричний вібратор, складений з дротів, розташованих уздовж твірних циліндра, підвішений над поверхнею Землі на висоті, не меншій за чверть довжини найдовшої хвилі діапазону. Перевага диполя Надененка перед симетричним вібратором з одиночного дроту полягає у зниженні в 2-3 рази хвильового опору, що забезпечує розширення діапазону радіохвиль. Диполь Надененка з довжиною одного плеча диполя {\displaystyle L} задовільно працює в діапазоні радіохвиль з довжиною від {\displaystyle 1,5L} до {\displaystyle 4L}.
Хвильовий опір диполя Надененка підраховується за такою формулою:
{\displaystyle \rho =276(\lg {\frac {2\times l}{R_{e}}}-0,435),}
де {\displaystyle L} — довжина одного плеча диполя, {\displaystyle R_{e}=R{\sqrt[{n}]{\frac {n\times d}{R}}}} — еквівалентний радіус, {\displaystyle R} — радіус циліндричної поверхні, на якій розташовані дроти диполя, {\displaystyle n} — число проводів в одному плечі диполя, {\displaystyle d} — радіус проводів.